# Zborni jezik
Zbórni jêzik je stroga, širša različica knjižnega (standardnega) jezika. Je najbolj enotna in s pravili določena socialna zvrst jezika; govorimo ga na primer pri skrbno pripravljenih nastopih, zlasti pa ga beremo in skoraj edinega pišemo. Slovenskega zbornega jezika se človek skoraj nikoli ne nauči kot materinščine, temveč ga pridobi z zavestnim prisvajanjem, na primer med poukom slovenskega jezika, v precejšnji meri pa med pasivno ali aktivno udeleženostjo v zbornem občevanju (na primer pri branju ali poslušanju zbornih besedil).

## Uporaba in razširjenost
Zborni jezik je v Sloveniji predvsem in najprej pisani jezik, v slušni obliki pa se uporablja predvsem pri branju, recitiranju, deklamiranju. V gledališču, manj pogosto pa na televiziji, je govorjeni zborni jezik lahko tudi obnavljanje na pamet naučenega prvotno pisno oblikovanega besedila. Bere se zlasti pogosto na radiu, tudi na televiziji, pogosto ga berejo učitelji, duhovniki, politiki, gospodarstveniki ... Manj pogosto se govori brez pripravljene pisne predloge (na primer govorijo ga predavatelji, učitelji in učenci pred formalnim poslušalstvom). Naslovnik zbornega jezika je običajno množičen.

## Slovnične značilnosti
V besedju in skladnji se zborni jezik značilno izogiba nepotrebno prevzetemu, vsaj iz nekaterih jezikov. Ima svoje izgovorne in oblikoslovne posebnosti, v oblikoslovju je brez samoglasniškega upada. V oblikoslovju in skladnji se opazi tudi določna strpnost do bolj tradicionalnega kakor sodobnega. Njegova pisna oblika je izdelana do podrobnosti.